# Método de Winkler
É um método para medir o oxigênio dissolvido em líquidos - em geral,  a água. Este método é muito utilizado para determinação de oxigênio em efluentes ou afluentes. 

## História
O método foi desenvolvido por L. W. Winkler (1863–1939) , nascido em Budapeste. 

## Princípio
O método depende da oxidação do hidróxido manganoso (manganês bivalente) pelo oxigênio dissolvido na água, resultando na formação de um composto tetravalente. Quando  a água contendo o composto tetravalente é acidificada, iodo é liberado a partir da oxidação do iodeto de potássio (ou de sódio). O iodo é equivalente quimicamente a quantidade de oxigênio dissolvido presente na amostra e é determinado por titulação com uma solução padrão de tiossulfato de sódio.